# Capçanes
Capçanes – gmina w Hiszpanii, w prowincji Tarragona, w Katalonii, o powierzchni 22,39 km². W 2011 roku gmina liczyła 421 mieszkańców.